# Малкълм Макдауъл
Малкълм Макдауъл (на английски: Malcolm McDowell) е британски актьор, известен предимно с ролите си на злодеи.

## Биография и творчество
Малкълм Джон Тейлър е роден на 13 юни 1943 г. в Лийдс, Англия. Неговият баща, който бил собственик на бар и алкохолик, го изпраща да учи в частно училище, но Малкълм не го завършва и се връща у дома, където започва да помага в семейния бизнес. После става търговски агент на фирма за продажба на кафе и съвсем случайно, за да не остане назад от своя приятелка, посещаваща вечерни актьорски курсове, решава и той да се пробва на сцената. Макдауъл извървява трудния път на много млади провинциални актьори, характеризиращ се с упорита борба с простонародния йоркширски акцент в училище, а после – със скитнически живот в състава на малка театрална трупа, който го отвежда на остров Уайт. Накрая, попадайки най-сетне в Кралската шекспировска трупа, освен на сцената в Стратфорд, се изявява и в лондонския театър „The Old Vic“, основно като статист.
Забелязва го бъдещият знаменит режисьор Кен Лоуч, който му дава възможност да дебютира на екрана във филма „Poor Cow“ (1967), в който участва в двуминутна сцена. Но дори и тя била изрязана впоследствие при монтажа. Но скоро след това, докато играел на сцената на театър „The Royal Court Theatre“, е забелязан от Линдзи Андерсън – един от лидерите на движението на „сърдитите млади хора“, които поставят началото на т.нар. „свободно британско кино“ в края на 50-те и началото на 60-те години на миналия век. Андерсън поверява на Малкълм Макдауъл главната роля в своя филм „Ако....“ (1968) – своеобразен отклик на студентските протестни движения във Франция и Германия по онова време. Три години по-късно именно Макдауъл е избран от Стенли Кубрик за главната роля в знаменития „Портокал с часовников механизъм“ (1971) – един от най-ярките и ключови филми на 70-те години, останал и до днес върхово постижение в актьорската биография на Макдауъл.
През 1973 г. актьорът изпълнява още една емблематична роля във филма „О, щастливецо!“. В него героят му вече не е бунтар, а отявлен приспособленец, който опитва да се нагажда към най-различните ситуации, в които попада в хода на действието. Повечето от филмите с участието на Макдауъл, заснети през 80-те години в Холивуд, не се отличават с нищо особено. В началото на 90-те години се появяват няколко филма, в които Малкълм Макдауъл се опитва да възроди своята предишна репутация. Един от тях например е „Цареубиец“ на Карен Шахназаров (1991). Малкълм продължава и днес да се снима много в киното – но предимно във второстепенни роли във второразредни кинофилми и телевизионни сериали.
Той е баща на 5 деца – две от брака му с американската актриса Мери Стийнбъргън и три от сегашната му съпруга Кели.

## Частична филмография
- If.... / Ако.... (1968)
- A Clockwork Orange / Портокал с часовников механизъм (1971)
- O, Lucky Man! / О, щастливецо! (1973)
- Voyage of the Damned / Пътуването на прокълнатите (1976)
- Aces high / Големите асове (1976)
- Caligula / Калигула (1979)
- The Passage/ Прехвърлянето (1979)
- Time After Time / Отново и отново (1979)
- Cat People / Хора – котки (1982)
- Blue Thunder / Синята мълния (1983)
- Buy & Cell / Купувай и продавай (1987)
- Sunset / Catalina / Залез (1988)
- Moon 44 / Луна 44 (1990)
- Class Of 1999 / Клас на 1999 (1990)
- Цареубийца / Цареубиец (1991)
- Vent d'est / Вятър от изтока (1993)
- Milk Money / За джобни пари (1994)
- Star Trek: Generations / Стар Трек VII: Космически поколения (1994)
- Tank Girl / Момиче с танк (1995)
- Fist Of The North Star / Юмрукът на северната звезда (1995)
- Mr. Magoo / Господин Магу (1997)
- My Life So Far / Животът ми дотук (1999)
- St. Patrick: The Irish Legend / Свети Патрик: Ирландската легенда (2000)
- Gangster No. 1 / Гангстер номер едно (2000)
- Princess of Thieves / Принцесата на крадците (2001)
- Just Visiting / Гости от миналото (2001)
- Firestarter 2: Rekindled / Подпалвачката 2: Възродена от огъня (2002)
- Between Strangers / Между странници (2002)
- I Spy / Аз, Шпионинът (2002)
- I'll Sleep When I'm Dead / Без миг покой (2003)
- Dorian Blues (2004)
- Hidalgo / Идалго (2004)
- Evilenko / Евиленко (2004)
- Where The Truth Lies / Къде се крие истината (2005)
- The Curse of King Tut's Tomb / Проклятието на Тутанкамон (2006)
- The List (2007)
- Halloween / Хелоуин (2007)
- Doomsday / Денят на прокълнатите (2008)
- Coco Chanel (2008)
- Halloween II / Хелоуин II (2009)
- Suck / Рок вампири (2009)
- Barry Munday / Бари Мъндей (2010)
- Easy A / Лесна, А? (2010)
- Suing the Devil / Ищец на Дявола (2011)
- The Artist / Артистът (2011)
- Excision / Изрязване (2012)
- Vamps / Вампири (2012)
- Silent Night / Тиха нощ (2012)
- Silent Hill: Revelation 3D / Сайлънт Хил: Откровение (2012)